# Daniel Sánchez Velasco
Daniel Sánchez Velasco “El Soñaco” fue un político mexicano, miembro del Partido Revolucionario Institucional. 

## Primeros años
Nació en Ciudad Guzmán, Jalisco, el 31 de julio de 1903 siendo hijo de Candelario Sánchez y Cecilia Velasco, originarios de Zapotlán, Jalisco. Debido a las dificultades económicas de su familia sólo cursó hasta el cuarto año de primaria.
Desde muy joven se radicó en Manzanillo. Fue militar, marino, pintor de brocha gorda, mecánico, taxista, empresario maderero, comerciante de pinturas y chofer del servicio público. Durante muchos años se dedicó a conducir taxis junto a su hermano en Manzanillo. Como taxista, se involucró en el sector popular del PRI, del que fue dirigente.

## Política
Militó en el Partido Revolucionario Institucional durante más de 50 años, del que llegó a ser dirigente, diputado local, regidor, llegando a ser Presidente Municipal de Manzanillo en 1954, cuando el alcalde Alfredo Woodward Téllez dejó la presidencia para contender por una diputación local. 
El 18 de febrero de 1987 recibió de manos de la Confederación Nacional de Organizaciones Populares un diploma de honor por su destacada participación en actividades del sector y por su militancia distinguida en la liga municipal manzanillense de la CNOP. 
Murió en Manzanillo, Colima el 8 de enero de 1997.